# Ibb
Ibb er en by i det sydvestlige Yemen, med et indbyggertal på cirka 350.864 (2013). Byen er hovedstad i et guvernement af samme navn.